# Kyrkslätts svenska församling

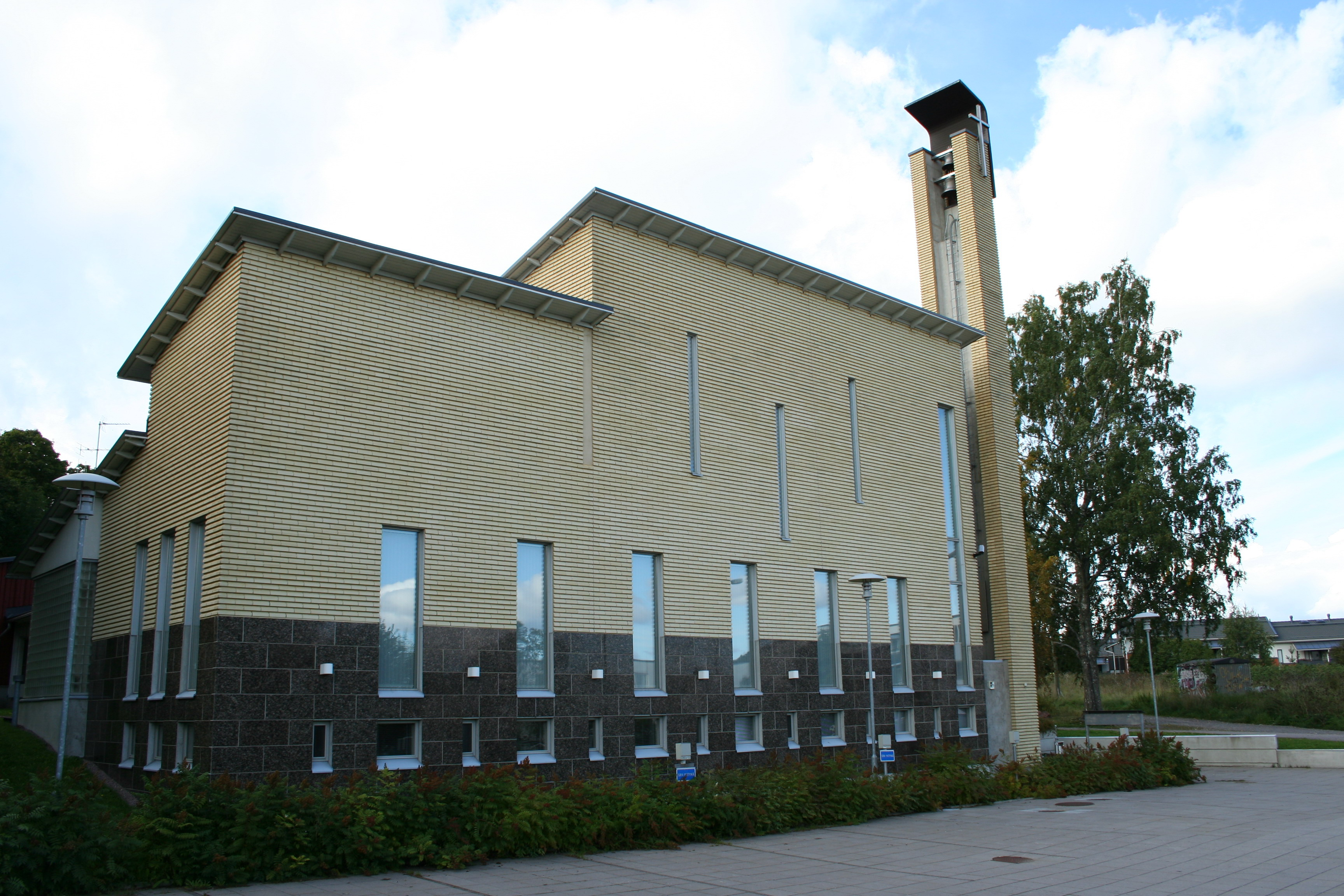
Masaby kyrkas södra fasad

Kyrkslätts svenska församling är en församling i Kyrkslätt i det finländska landskapet Nyland. Församlingen tillhör Mellersta Nylands prosteri inom Borgå stift i Evangelisk-lutherska kyrkan i Finland. Församlingen hade 5 489 svenskspråkiga kyrkomedlemmarna i 2018. År 2022 hade antalet minskat till 4 936 medlemmar. Tillsammans med Kyrkslätts finska församling bildar församlingarna Kyrkslätts kyrkliga samfällighet.
Kyrkoherde i församlingen sedan 1.7.2021 är Fred Wilén.

## Historia
Kyrkslätts församling är omnämnd 1240, och de äldsta delarna av Kyrkslätts kyrka, helgad åt ärkeängeln Mikael, härstammar från slutet av 1400-talet. Församlingen delades i en finskspråkig och svenskspråkig församling på 1900-talet. 

## Präster
- 2010–2017: Lars-Henrik Höglund
- 2017–2021: Aino-Karin Lovén
- 2021→ Fred Wilén

## Kyrkor
- Kyrkslätts kyrka (slutet av 1400-talet)
- Masaby kyrka (2000)